# Leptodesmus tuberculiporus
Leptodesmus tuberculiporus är en mångfotingart som beskrevs av Carl Graf Attems 1898. Leptodesmus tuberculiporus ingår i släktet Leptodesmus och familjen Chelodesmidae. Inga underarter finns listade i Catalogue of Life.